# حاجی بالابیگلو
حاجی بالابیگلو یک روستا در ایران است که در شهرستان بیله سواربخش انجیرلوواقع شده‌است. حاجی بالابیگلو 280 نفر جمعیت دارد.